# Kloster Interlaken

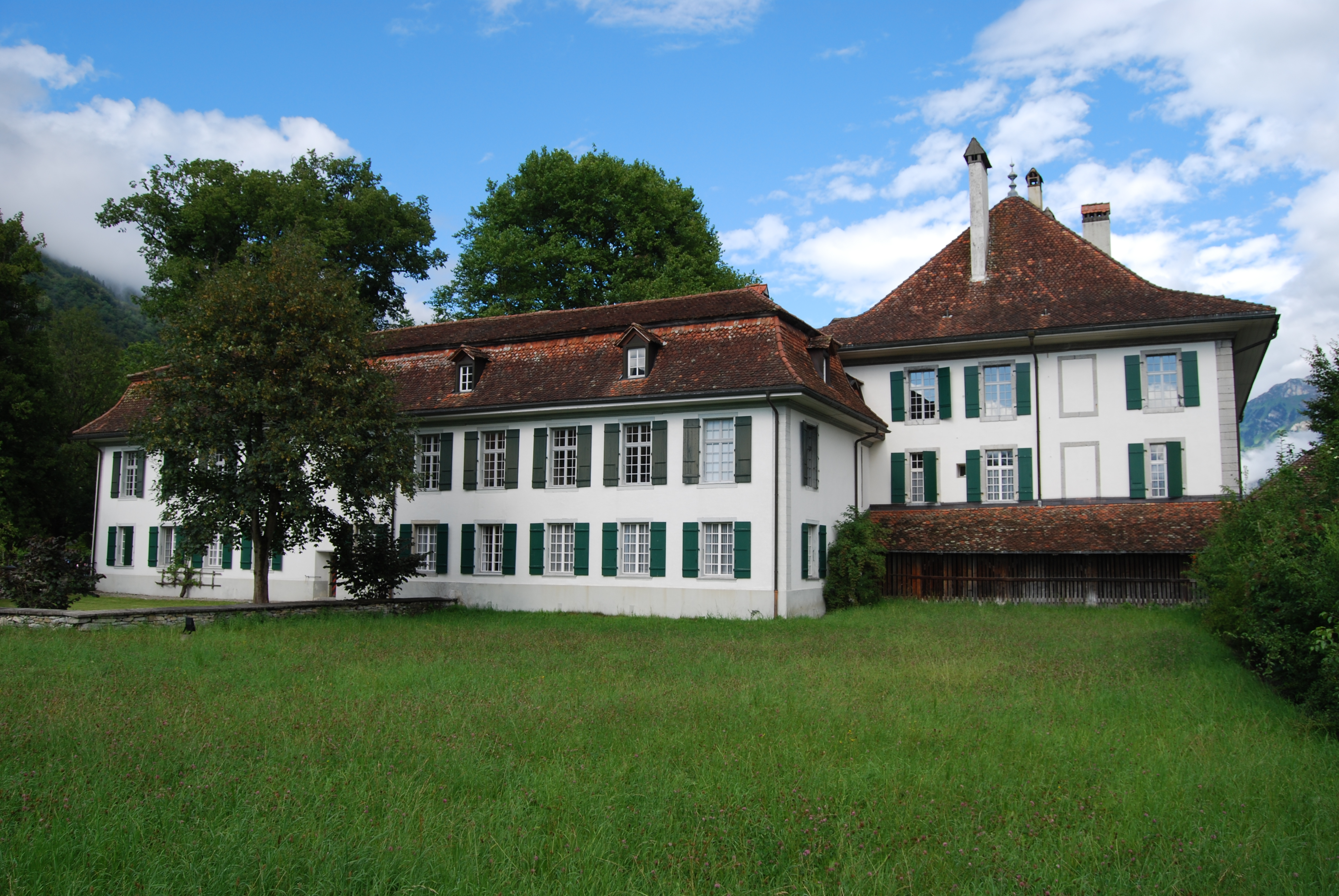
Neues Schloss Interlaken

Das Kloster Interlaken ist eine ehemalige Augustiner-Chorherren-Propstei in Interlaken, Kanton Bern, Schweiz.
Es wurde um 1130 durch Otto Seliger von Oberhofen am Thunersee, Mitbesitzer des Schlosses Oberhofen gegründet und 1528 aufgehoben.

## Geschichte
1133 nahm Kaiser Lothar III. die Propstei unter seinen Schirm und diese erhielt dadurch den Status eines Reichsstifts. 1220 erteilte Kaiser Friedrich II. das Recht zur Wahl des Kastvogts. Ab 1472 lag die Kastvogtei bei der Stadt Bern.
1257 wurde das Frauenkloster erstmals erwähnt. 1449 wurden schwere Klagen gegen die Predigermönche zu Interlaken laut. Das Kloster wurde als Lasterschule bezeichnet. 1472 wurde wegen „Zwietracht zwischen Nonnen und Mönchen“ ein Generalkapitel abgehalten. Da sich in den folgenden Jahren wenig änderte und das Nonnenkloster gar noch aus Unachtsamkeit abbrannte, wurde 1484 laut päpstlicher Bulle das Frauenkloster unter anderem „wegen Unordnung und Sittenlosigkeit“ aufgehoben. Die Zahl der Chorherren überstieg nie 30, die der Nonnen erreichte zeitweise 300 und betrug bei der Auflösung vom Frauenkloster acht oder neun.
Das Kloster wurde am 13. März 1528 an Bern übergeben und damit auch die Güter, die das Kloster im Laufe der Jahrhunderte erworben hatte: Land im Grindelwaldtal von der Scheidegg bis Alpiglen und an den unteren Gletscher reichend, den Jungfrauenberg (die Wengernalp, evtl. Namensgeber für die Jungfrau), den Forst zu Iseltwald, die Kirchen Grindelwald, Gsteig und Sigriswil, mehrere Güter zu Brenzikofen, Oppligen und Otterbach sowie die Kirchensätze Beatenberg, Belp, Bolligen, Erlenbach, Goldswil bei Ringgenberg, Hilterfingen, Leissigen, Lyss, Meiringen, Muri bei Bern, Nieder- und Obergurzelen, Scherzligen, Steffisburg, Thun, Thurnen und Zweisimmen. Dazu kamen an über achtzig Orten Alprechte wie in Grindelwald, Habkern, Mürren, Saxeten, Wengen, im Justistal und auf der Schynigen Platte. Hinzu kamen 17.5 Jucharten (~6 ha) Rebberge in Amsoldingen, Bern, Gunten, Steffisburg und Thun und die von Brienz bis zur Weissenau durchgesetzten Fischrechte.
Dass die Klosterleute für die Lütschinenumleitung in den Brienzersee sorgten, ist nirgends dokumentiert und höchstwahrscheinlich Legende. Es ist unwahrscheinlich, dass in einem Sumpfgebiet ein (hölzernes) Kloster erstellt wurde. Eher ist davon auszugehen, dass in Urzeiten die Lütschine vielarmig Richtung Brienzersee und Aare floss, so dass das Bödeli oft überführt wurde. Und so wird bereits früh die dortige Bevölkerung begonnen haben, einen in den Brienzersee mündenden Arm durch Abtrennen der sonstigen zum Hauptarm und durch bauliche Massnahmen zu einem 'richtigen' Flussbett auszugestalten und damit das Bödeli trockenzulegen. Dass hierbei die Klosterleute mithalfen, wäre dann aber nur logisch. Diese Vermutung stützt der Entscheid in einem Streit zwischen dem Kloster und den Brüdern Konrad und Walter von Wädiswil vom 8. Juli 1257.
Das Kloster stellte 1272 an die Herren von Unspunnen das Gesuch zum Bau ihres 'Schyss'- oder Spülibachs hin zum Kloster, dies ab der Ableitung aus der Lütschine vom Fuss des Änderbergs über die Allmend von Matten (1237 auch genannt 'aquaeductus de steige', später 'Mühlewuhr').
Wann genau das Kloster begann, den Brienzersee aufzustauen, um die Wasserkraft zu nutzen und die Fischzüge der Äsche 'umzuleiten', ist offen. Bereits 1257 besass das Kloster eine Mühle in Ara mülli dorf (Aarmühle, Marktplatz Interlaken). Vom 21. April 1354 liegt von König Karl IV. die Bestätigung der Fischrechte vor.

## Das Neue Schloss
Nach der Reformation wurde ein Teil der Propsteigebäude als Amtssitz der Vogteiverwaltung benutzt, ein anderer Teil 1532 als Spital eingerichtet, welches unverschuldet in Armut geratene Personen versorgte. In den Jahren 1562 bis 1563 wurde unter der Regierung Bern der Chor der Kirche in ein Kornhaus und in einen Weinkeller umgebaut. Von 1746 bis 1750 wurde der Westflügel abgebrochen und unter Landvogt Samuel Tillier das Neue Schloss errichtet.
Hier befindet sich heute neben dem Regierungsstatthalteramt auch das Gericht sowie das Grundbuchamt für den Kreis Interlaken-Oberhasli. Nach der Auflösung der Landvogtei 1798 wurde Interlaken 1803 Sitz des Oberamts und ab 1831 Hauptort des gleichnamigen Amtsbezirks im Umfang der ehemaligen Landvogtei Interlaken zusammen mit dem ehemaligen Schultheissenamt Unterseen.